# Elisabeth Görglová
Elisabeth Görglová (* 20. února 1981, Bruck an der Mur, Štýrsko) je bývalá rakouská reprezentantka v alpském lyžování, specialistka v obřím slalomu, sjezdu a Super G, dvojnásobná mistryně světa v Super-G a sjezdu z MS 2011 a dvojnásobná bronzová medailistka ze ZOH 2010 ve Vancouveru.

## Sportovní kariéra
Ve Světovém poháru debutovala 7. ledna 2002 obřím slalomem v rakouském Lachtalu, v němž vypadla ve 2. kole. Premiérový závod vyhrála v lednu 2008 ve slovenském Mariboru. Jednalo se o obří slalom. K únoru 2011 triumfovala v poháru celkem třikrát. V březnu 2008 získala druhý titul v italském Bormiu a potřetí dominovala v Super-G v kanadském Lake Louise. Na mistrovství světa ve Val d'Isère roku 2009 dojela na třetím místě v superkombinaci a mistryní světa v Super-G se stala o dva roky později v německém Garmisch-Partenkirchenu.
Startovala také na Zimních olympijských hrách 2010 ve Vancouveru, odkud přivezla dvě bronzové medaile ve sjezdu a obřím slalomu.
Ve sjezdu tak získala stejnou medaili jako její matka Traudl Hecherová o půlstoletí před ní na Zimních olympijských hrách 1960 ve Squaw Valley a ZOH 1964 v Innsbrucku.
Její bratr Stephan Görgl je také rakouský sjezdový lyžař, který se zúčastnil závodu v obřím slalomu na ZOH 2006 v Turíně.

## Vítězství ve Světovém poháru
| Datum            | Místo       | Závod       |
| ---------------- | ----------- | ----------- |
| 28. ledna 2008   | Maribor     | Obří slalom |
| 15. března 2008  | Bormio      | Obří slalom |
| 6. prosince 2009 | Lake Louise | Super G     |

## Umístění ve Světovém poháru
| Sezóna/Pořadí | Sezóna/Pořadí | Celkově | Celkově | Sjezd  | Sjezd | Super G | Super G | Obr.slalom | Obr.slalom | Slalom | Slalom | Kombinace | Kombinace |
| ------------- | ------------- | ------- | ------- | ------ | ----- | ------- | ------- | ---------- | ---------- | ------ | ------ | --------- | --------- |
| Sezóna/Pořadí | Sezóna/Pořadí | Pořadí  | Body    | Pořadí | Body  | Pořadí  | Body    | Pořadí     | Body       | Pořadí | Body   | Pořadí    | Body      |
| 2002/03       | 2002/03       | 41.     | 178     | –      | –     | –       | –       | 27.        | 66         | 18.    | 112    | –         | -         |
| 2003/04       | 2003/04       | 10.     | 654     | –      | –     | 38.     | 22      | 4.         | 293        | 5.     | 339    | –         | -         |
| 2004/05       | 2004/05       | 12.     | 511     | 34.    | 26    | 12.     | 137     | 10.        | 225        | 22.    | 99     | 11.       | 24        |
| 2005/06       | 2005/06       | 10.     | 602     | 8.     | 227   | 11.     | 172     | 16.        | 155        | 36.    | 19     | 15.       | 29        |
| 2006/07       | 2006/07       | 11.     | 568     | 14.    | 184   | 23.     | 96      | 11.        | 171        | 35.    | 39     | 8.        | 78        |
| 2007/08       | 2007/08       | 4.      | 1137    | 11.    | 215   | 2.      | 326     | 2.         | 479        | 42.    | 22     | 8.        | 95        |
| 2008/09       | 2008/09       | 8.      | 755     | 10.    | 176   | 14.     | 133     | 4.         | 333        | –      | –      | 5.        | 113       |
| 2009/10       | 2009/10       | 6.      | 591     | 26.    | 65    | 2.      | 300     | 20.        | 67         | 29.    | 49     | 4.        | 110       |